# Букентавр

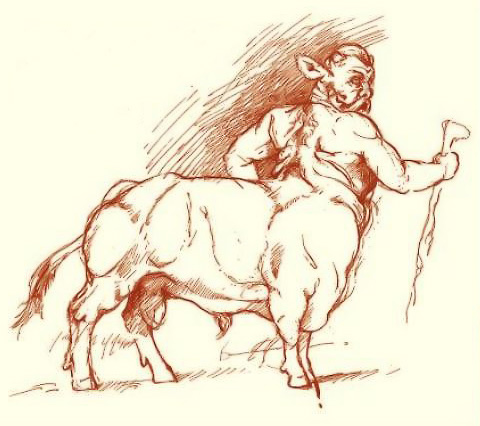
Букентавр.

Букентавр — мифическое существо из древнегреческой мифологии, относящееся к классу кентавридов.
Букентавр представляет собой человека с телом быка. Букентавр символизирует дуализм человеческой природы, в которой присутствуют как духовное, так и животное начало. По сравнению с образом кентавра животное начало в нём преобладает. Близким к букентавру являлся Минотавр, родившийся на свет от противоестественной связи жены Миноса Пасифаи и посланного Посейдоном белого жертвенного быка. Победителями букентавров стали Тесей и Геракл.
«…букентавр (Sagittarius bucentaurus) обладает телом и силой быка; он хотя весьма раздражителен, но очень медлителен».